# سالم المعمري
سالم المعمري (بالإنجليزية: Salem Al-Moaamari)‏ (مواليد 4 مايو 1999) هو لاعب كرة قدم عماني ، يجيد اللعب كمدافع في نادي الحمرية. 
لعب في نادي الجزيرة ونادي بني ياس ونادي بينونة ونادي الحمرية.

## روابط خارجية
سالم المعمري على موقع قاعدة بيانات كرة القدم.إي يو (الإنجليزية)